# 水死
水死（すいし）とは、溺水によって引き起こされる窒息死の一種である。溺死（できし）ともいう。

## 日本人の溺死
水死は主に水難事故で引き起こされるとの誤解があるが、日本人が最も水死している場所は、自宅の風呂である。

### 入浴による溺死
浴槽で全身浴する習慣のある日本では、諸外国と比べて浴槽で溺死する確率が高い。2014年の消費者庁の調査では、溺水以外を含めて、何らかの原因で浴室で事故死する死亡者の数が、1年間で約1万9,000人と推定されているが、このうち溺水による死者の数は4,866人であり、これは2014年の交通事故死の4,373人を上回る。
溺死者のうち、65歳以上の高齢者が9割を占める。日本社会の高齢化に伴い、浴室における死亡者は急激に増えており、2004年から2014年にかけて、浴室における溺死者の数は1.7倍に増えた。ヒートショック現象により溺死する場合もある。
自宅での溺死は、持病がない元気な人間であっても起こりうる。疲労や睡眠不足、医薬品の服用などにより、思考能力や運動能力が極端に低下した場合にのみ起こると誤解されているため、厚生労働省や消費者庁は注意を呼び掛けている。
また、乳児の事故においても、風呂場での水死が多いことが特徴としてあげられる。これは日本の家庭では風呂の湯を残す習慣があり、つかまり立ちなど、自力で移動できるようになった乳児が、残り湯の張られた浴槽に頭から転落して水死に至る事故が発生することによるものである。乳児がいる家庭では、浴槽に残り湯をできるだけ残さないことが水死事故の対策となる。

#### 対策
- 入浴前に脱衣所や浴室を温める。
- 41度以下のお湯に10分未満で上がる。
- 浴槽から急に立ち上がらない。
- アルコールを飲んだ後や食後すぐの入浴は控える。
- 入浴前に同居者に一声かける。

などと言った対策を消費者庁では呼び掛けている。

### 水難事故による溺死

#### 発生件数
2002年（平成14年）の警察庁のまとめによると（以下の統計はこの資料による）、日本での水難事故の発生件数は1,722件で、その内死亡者は951件である。死亡率は約50%と、交通事故などに比べても圧倒的に死亡率が高い。
死亡者の内訳は、高校卒業相当年齢以上65歳未満が557名で、水死者全体の57.0%を占めている。65歳以上の高齢者が284名（29.1%）で、以下、高校生相当年齢、未就学児童、小学生、中学生と続く。しかし、65歳以上の水難事故者の致死率は一番高く、7割近くが死亡している。これは、自身の身体能力の衰えに対する認識不足から水難事故に陥りやすく、さらに、水難事故に遭遇した際に対処できうる体力がないことによると考えられている。

#### 発生場所
発生場所は海が一番多く、501名の死亡者が出ていて、これは水死者全体の50％近くを占める。以下、河川282名（28.9%）、用水路106名（10.8%）、湖沼池67名（6.9%）、プール7名（0.7%）と続く。

#### 発生要因と対策
水死事故の大半は着衣の状態で起こっていて、着衣のまま泳ぐことに慣れていないことや、衣服が水を含んで重くなったり、水中での抵抗になることで体力の消耗が激しいことも水死に至る大きな要因となっている。
衣類を身につけたまま水中に落ちた場合はむやみに泳がず、近くに浮き木などがあればつかまって助けを待つと体力を消耗しない。小学生ならばランドセルの中身を捨てて逆さまにし、浮き具のようにするといった方法もとれる。着衣の場合は不慮の事故で水中に転落する場合が多く、負傷していたり、パニック状態に陥っているために適切な対応ができない例も多い。さらに、こうした事例は水温が低い季節でも起こり、体温を奪われることで体力の消耗を早くして溺死に至る危険性が高い。着衣のまま水辺に近づくことは危険であるという危機意識を持つことにより、水中に落ちる危険を回避し、水中でも落ち着いて対処できるように備えることができる。レジャーなどで水辺に向かう場合は、単独での行動を避けることで早期の救助や通報が可能となる。

#### 釣りの場合
水死にいたる以前の行為は魚釣り・魚捕りが最も多く、292名が死亡している。多くの場合は水辺の危険性に対する油断が招いた事故で、強風や雨量の多い時に釣りをしていて高波や濁流に流される事故や、酩酊状態で釣りをしていて防波堤から転落する事故が毎年、発生している。また、足場が不安定などといった、危険な場所での釣りを避け、場合によっては命綱を用いて安全を確保をすることが事故を未然に防ぐ。クーラーボックスを浮き具の代用にして助かった事例も存在するが、転落に備えてライフジャケットを着用することが生存率を高くする。特に船上では転落する危険性が高いので、ライフジャケットの着用が法令で義務づけられている。

#### 水泳の場合
急激な体温の低下は心臓発作などを引き起こす恐れがあるため、泳ぐ前には必ず準備運動により体を温め、循環器系を活発にすることは日本の義務教育課程において教育されている。水が冷たいときは、遊泳を避けることが一般的であるが、訓練などで水に入る場合は入念な準備運動が行われる。
水温が低い場合は、本人が認識している以上に体力の消耗が激しいため、短時間で終了するように計画される。また、はじめは水温が十分に高くても、雨が降り始めると水面付近は急速に水温が低下するため、遠泳などを計画する場合は天候に配慮されることが一般的である。
自身の泳ぐ力を過信したことに起因して波や風、流れ、水深などに対する警戒が不十分なために事故が発生する場合も多い。遊泳が禁止されている場所は潮流が複雑に入りくんでいるなどの理由がある。プールの場合は、給排水口に強い流れが発生している場合があるので近づいてはならないことを示している施設が一般的である。風が強い時は水面付近に飛沫が飛ぶことがあり、これがきっかけで溺れる危険性がある。また、アルコールを摂取した場合は、体温低下による循環機能の低下を誘発しやすく、同時に、陸上よりも身体能力の低下が顕著になることから、飲酒後の遊泳は危険である。
缶ビール１本飲んで、泳いだ人が溺死してしまうのは多くの場合、心臓発作ではなく、気道の蓋である喉頭蓋が麻痺しているために気道に水が入り、一瞬で意識を失ってしまうからである。

#### 川遊びの場合
釣りやキャンプなど、河原で行動する場合、ダムの放流や上流での降雨によって短時間で水位が上昇して、流れに飲まれる事故が多く発生する。山中を流れる川では天候が急変しやすく、滑りやすくなった足場から転落する例や、急速に水量が増えて流される例もある。

#### 子供の場合
乳幼児が数十センチの深さで水死する例は絶えず、保護者の監督不十分が原因である場合が多い。プールでは、たとえ子供がプールの底に沈んでいても他の子供には事態の深刻性が把握できずに発見が遅れる例もあり、担当教諭やプール監視員は特に注意が求められている。
体が成長過程にある子供の場合、鼻と耳とをつなぐ耳管が大人より太く短い。そのため、息継ぎに失敗すると耳管の奥まで水が入り、耳管の奥にある中耳内の圧力が高まり中耳の内出血を起こす。更に、症状が進むと三半規管の麻痺を起こしてめまいを発症（大人でいうとひどく泥酔した状態）し、症状がひどくなると意識を失って溺死に至る。この要因は、泳ぎが上手な子供に多い。鼻の奥に｢ツーン｣とする痛みを感じたら、中耳の奥に水が入り込んでいて、めまいを発症する前兆なので、直ちに泳ぎを中止することで予防できる。

### その他の原因による溺死
件数は少ないが、陸上で溺死することがある。
乾性溺水とは、勢いよく水を飲んだ時などに、誤って呼吸器に水を吸い込んだことが原因で気道がけいれんを起こし、空気の通り道がふさがれて溺水や溺死を引き起こすことである。
二次溺水とは、水難事故で溺れかけたことが原因で肺に水が溜まり、その時は助かっても数時間後や数日後に肺水腫となって死亡することである。

## 応急処置

### 応急処置の統計
溺れた人を水死させないためには、早期の応急救護(BLS)が必要である。
一般的に、心臓停止からBLS開始までに3分たてば死亡率が50%、10分たてばほとんど生存が見込めなくなる。
呼吸停止の場合、BLS開始まで10分で死亡率が50%、30分たてばALSを開始しても殆ど生存は見込めない。

## 水死に至るまでの過程
急速な体表温度の低下に誘発された心臓発作や外傷などで意識を失ったり、体力低下やパニック状態に陥ったことで水中から顔を上げることができずに、あるいは人為的、偶発的に水中から脱出できない状況を強いられて窒息に至る。
血中の酸素濃度が低下すると無意識に息を吸おうとしてパニックを招く。なんとか空気を吸おうと必死にもがき動くため、血中の酸素が消費されて脳が酸素不足に陥り、さらに正常な判断ができなくなってしまう。
もし水が喉の中の喉頭あるいは声帯に入れば、気管が凝縮して、侵入を拒む。肺には普段、この水の侵入を防ぐ機能が働いているが、一度水が肺の中に入ってしまえば、この機能は途端に無意味になる。飲酒後に泳いだ人が溺死するのは多くの場合、気道の蓋であるこの喉頭蓋が麻痺しているためである。
酸素欠乏のため徐々に無意識の状態に陥り、心停止に至る。まだ、この状態になっても助かる可能性はあるが、酸素が一時的に供給されなかった脳に障害が残る場合があり、重度の場合は脳死や遷延性意識障害となる可能性がある。

### 水死体の診断
- シャウムピルツ（ドイツ語版）（きのこ状白色泡沫、白色泡沫） - 水死体の口から出てくる泡。
- Treibspur（ドイツ語版） ‐ 水に浸かった体が流されたときにできた傷跡。
- パルタウフ斑（ドイツ語版） - 水死体にみられる肺の内出血。
- 漂母皮化 - 長時間水に浸っていたために起きる、手などのシワ[5]。
- 蝉脱形成は、手袋・足袋のように表皮層が剥離した状態になっていることである[5]。
- 頭蓋底錐体部の骨内出血 ‐ 呼吸や水圧などにより発生[6]。
- 体内に侵入したプランクトンの分析[6]。

## その他

### 死因が溺水にならない例
人が浴槽で沈んでいた等、水死のように見て取れても、実際は水死ではなく他の要因で死亡した事が解剖によって判明する場合がある。
溺水によって死亡した遺体の場合、肺を解剖すると、中は泡立った水で満たされている事が多い。この泡は、呼吸する際の吸気と呼気によって水が攪拌されてできる泡である。肺内部からこのような泡が確認されると、呼吸しながら水を吸い込んだ、つまり水を吸い込む直前まで生きていた事を示すので、溺れた事によって水死した可能性が高いといえる。
逆にこのような泡が確認されない場合は、呼吸していない状態、すなわち溺れる前から既に死んでいて呼吸が止まっていると思われる状態で、後から呼吸器内に水が侵入したといえる。この場合、呼吸器内に水が侵入するより前に、病死や殺人事件などの他の要因で死亡した可能性が高いので、水死にはならない。
この例は、遺族が死亡診断書を書いた医師に対してクレームを入れるなどの争いが起きやすい。死亡診断書の死因の項目が、病死か溺水（事故死）かによって、支払われる保険金の額が変わるからである。

### 死因の信ぴょう性
死因のデータについては、業界により様々な信ぴょう性が問われている。例えば2009年11月25日にサウジアラビアで発生した大雨による大洪水では100人以上が死亡したが、現地のメディアではこれを「洪水で100人以上が溺死した」といった内容で配信された。しかし100人中100人が全員溺死したなどと簡単には断定する事はできない。中には濁流に流されてきた石や岩などで頭部を直撃し、脳挫傷で死亡する場合もある。いわゆる水に沈んだ遺体の全てが、必ずしも溺死したとは限らないのである。その為、死因についての決定や公表をする場合は、慎重になる必要がある。

### 事件性のある水死
事件性が認められる水死体は解剖などの調査が行われる。例えば、2004年（平成16年）11月に奈良で起きた小学一年生殺害事件では、被害女児の死因は溺死であったが、気道や胃や肺などに残留した液体や付着物が調べられた。プランクトンや藻類などの混在や、塩分濃度などの水質から、水死した場所が特定できる。
一方、組織の含水などにより、遺体の損傷が生前に犯人に付けられたのか、あるいは流されているときについたものなのか、識別が難しくなるという特徴がある。

### 自殺
入水による自殺。遺体は一旦水底に沈むが、死後体内で発生する腐敗ガスのせいで、水上に浮上することがあり、自分の遺体がパンパンに膨れ上がって浮上し、野次馬の視線に晒される可能性がある。腐敗ガスによる浮力は、水深の浅い場所では20 - 30キログラム重にも及ぶ。また遺体がどこに流れ着くか分からず、途中で魚に食べられてしまうため、発見時に他殺遺体なのか自殺遺体なのかの判別も難しい。

### 裁判
水死に関わる裁判は多く起きている。特に、学校のプールを管理する教師や行政や、部活をやっていて溺れた場合などの子供を管理する監督者に対する過失が問われる裁判が起きており、中には水死した子供の親に対して過失相殺が認められる事例も多く見られる。
事故・裁判事例
1987年4月15日、神奈川県伊勢原市県立伊勢原養護学校高等部の男子生徒（当時2年）が水泳の授業で14個の浮力補助器具をつけて遊泳中、水を怖がり暴れたため個人指導の担任教師が生徒の頭を水中に沈めたところ大量の水を吸い込み死亡。両親が7150万円の損害賠償を求めて提訴、最高裁にて逸失利益の算定が争点となる。1994年11月29日、宍戸達徳裁判長は賠償総額を4840万円とした。
2006年、中国昆明（標高1900m）にて潜水トレーニング中に日本体育大学水泳部男子部員（当時20歳）が死亡。後、遺族が同大学と水泳部コーチを相手取って民事の損害賠償請求訴訟。
2011年7月、学校法人西山学園大和幼稚園（神奈川県大和市）に登園する園児（当時3歳）が屋内プール活動後、水に浮いた状態で見つかり、事故発生当日に搬送先病院で死亡。2015年、横浜地裁（近藤宏子裁判長）にて園長に無罪判決、監督役の女性教諭に罰金50万円の判決。
2012年7月30日、京都市立養徳小学校主催の水泳指導教室にて女子児童（当時1年生）がプールで浮いた状態で見つかる。病院搬送されICUで治療を行うも翌夕死亡。後、第三者調査委員会設置。2014年、京都地裁において市に対して2700万円の支払いを命じる判決。
2014年7月、京都市上京区の民営認可保育園「せいしん幼児園」にてプールで水遊びをしていた4歳児が死亡。後、市が調査報告書を作成。
2014年7月、名古屋市立昭和橋中学校2年の男子生徒が保健体育を受け持つ男性教諭の指導の下、水泳授業自由練習でプールに飛び込んだ際にプール底に激突し首を骨折。首から下が不髄の状態。
判例
- 東京高判平成6年11月29日（判例時報1516号78頁）。
- 平成26(わ)81 業務上過失致死傷 （認定罪名：業務上過失致死）平成28年5月30日  松山地方裁判所。

### 生物による水死体の損壊
水中に沈没あるいは漂流している間、しばしば魚類やカニなどの摂食を受け、遺体の分解が早まることがある。
| 文献                    | 場所                    | 生物種                                                                                 | 備考                              |
| ----------------------- | ----------------------- | -------------------------------------------------------------------------------------- | --------------------------------- |
| Raimondi & Rossi (1888) | ヨーロッパ （淡水）     | Gammarus pulex（ヨコエビ）                                                             | 全身に多数の食痕                  |
| Holzer (1939)           | オーストラリア （淡水） | トビケラの幼虫                                                                         | 表皮全体を蚕食                    |
| 松倉 (1959)             | 日本 （海）             | ヒメフナムシ（等脚目）                                                                 |                                   |
| 小関・山内 (1964)       | 新潟県 （海）           | トンガリキタヨコエビ（ヨコエビ），ニセスナホリムシ（等脚目），イソコツブムシ（等脚目） | 約2日間で表皮を侵蝕               |
| 小関・山内 (1964)       | 新潟県 （海）           | タダノツノアゲソコエビ（ヨコエビ）                                                     | 約2日間で顔面・頸部に多数の食痕   |
| 小関・山内 (1964)       | 新潟県 （淡水）         | キタヨコエビ科の一種（ヨコエビ）                                                       | 3 - 5日間で顔面・頸部に多数の食痕 |
| 永田ほか (1967)         | 福岡県 （海）           | ナイカイツノフトソコエビ（ヨコエビ），ウミホタル                                       | 14 - 15時間で顔面・頸部が白骨化   |
| 平澤ほか (1999)         | 三重県 （海）           | ニセスナホリムシ（等脚目）                                                             | 約24時間で頭部と手の一部が白骨化  |
| 柏木ほか (2010)         | 日本（海）              | ニセスナホリムシ（等脚目）                                                             | 38 - 42時間で顔面表皮を蚕食       |

また、遺体の着衣内側にメジナやサンマが潜りこんだり、産卵していたという事例も知られるが、隠れおよび産卵場所として利用されていたものと考えられている。その他、損壊に関与しないものの、遺体に付着する生物は多岐に及ぶ（小関・山内, 1964）。

### 土左衛門
水に浮いた水死体のことを「土左衛門（どざえもん）」と呼ぶのは江戸時代からの伝統である。
名前の由来は、山東京伝の『近世奇跡考』巻1に「案（あんず）るに江戸の方言に 溺死の者を土左衞門と云（いふ）は成瀨川肥大の者ゆゑに水死して渾身㿺（こんしんふくれ）ふとりたるを土左衞門の如しと戲（たはむれ）いひしがつひに方言となりしと云」とある。水死体はいったん水底に沈み腐敗が始まるとガスを発生し、組織が水を吸ってぶよぶよになり、体が膨れ上がって真っ白に見えることがある。この様が、享保年間に色白で典型的なあんこ型体形（締まりのない肥満体）で有名だった大相撲力士、成瀬川土左衛門にそっくりだったことからこの名がついたという

。
力士の四股名には伝統名として繰り返し襲名されるものが多いが、「土左衛門」はこの成瀬川の後は一度も襲名されることがなかった。
昔から海運業、海洋土木、水産業、造船業等海にまつわる業界では、土左衛門を発見し陸に上げて供養することは縁起が良いこととされている。